# Schema (sport)
Nello sport, uno schema è una tattica o strategia impostata in una fase dell'azione sportiva finalizzata a risolvere positivamente una situazione o una prestazione.
Solitamente, ad alto livello, gli schemi vengono impartiti da un responsabile tecnico ed applicati dallo sportivo. Gli schemi possono esistere a vasto raggio sia negli sport individuali che nei giochi sportivi che negli sport di squadra.

## Tipologia
- Schemi del tennis
- Schemi del calcio
- Schemi della pallacanestro
- Schemi della pallavolo